# Panneau d'annonce de virage à gauche en France
Le panneau français de signalisation A1b indique la proximité d’un virage dangereux à  gauche situé à une distance d’environ 150 mètres en rase campagne et 50 mètres en agglomération.

## Usage
La décision de signaler un virage et le choix entre les divers types de signaux sont fonction des lieux et doivent être cohérents avec un traitement homogène sur la totalité de l'itinéraire concerné.
La signalisation peut notamment être implantée lorsque :
- le virage n'est pas visible ou lisible ;
- la courbe présente un faible rayon par rapport aux autres virages de l'itinéraire ou une variation de rayon importante, ou un défaut de dévers ;
- la courbe se situe sur un itinéraire où les sinuosités sont rares.

Sur les routes bidirectionnelles situées hors agglomération, l'importance de la signalisation implantée est fonction du risque couru dans le virage, et il existe quatre séquences de signalisation, en fonction de l'importance croissante de ce risque :
- pas de signalisation ou éventuellement signalisation avancée par panneau de type A1 ;
- signalisation par balises J1 et éventuellement par panneau de type A1 ;
- signalisation par panneau de type A1 (A1a ou A1b) et balises J1 et balise(s) J4 multichevrons ;
- signalisation par panneau de type A1(A1a ou A1b) et balises J4 monochevron.

En agglomération, ou sur autoroute, ou sur route à chaussées séparées sans accès riverain, le panneau A1 peut être implanté seul ou accompagné de balises J1 et J4 pour signaler un virage à faible rayon.
La gamme miniature n’est en général pas utilisée dans le cas du panneau A1b.

Exemples d'usages du panneau A1b.
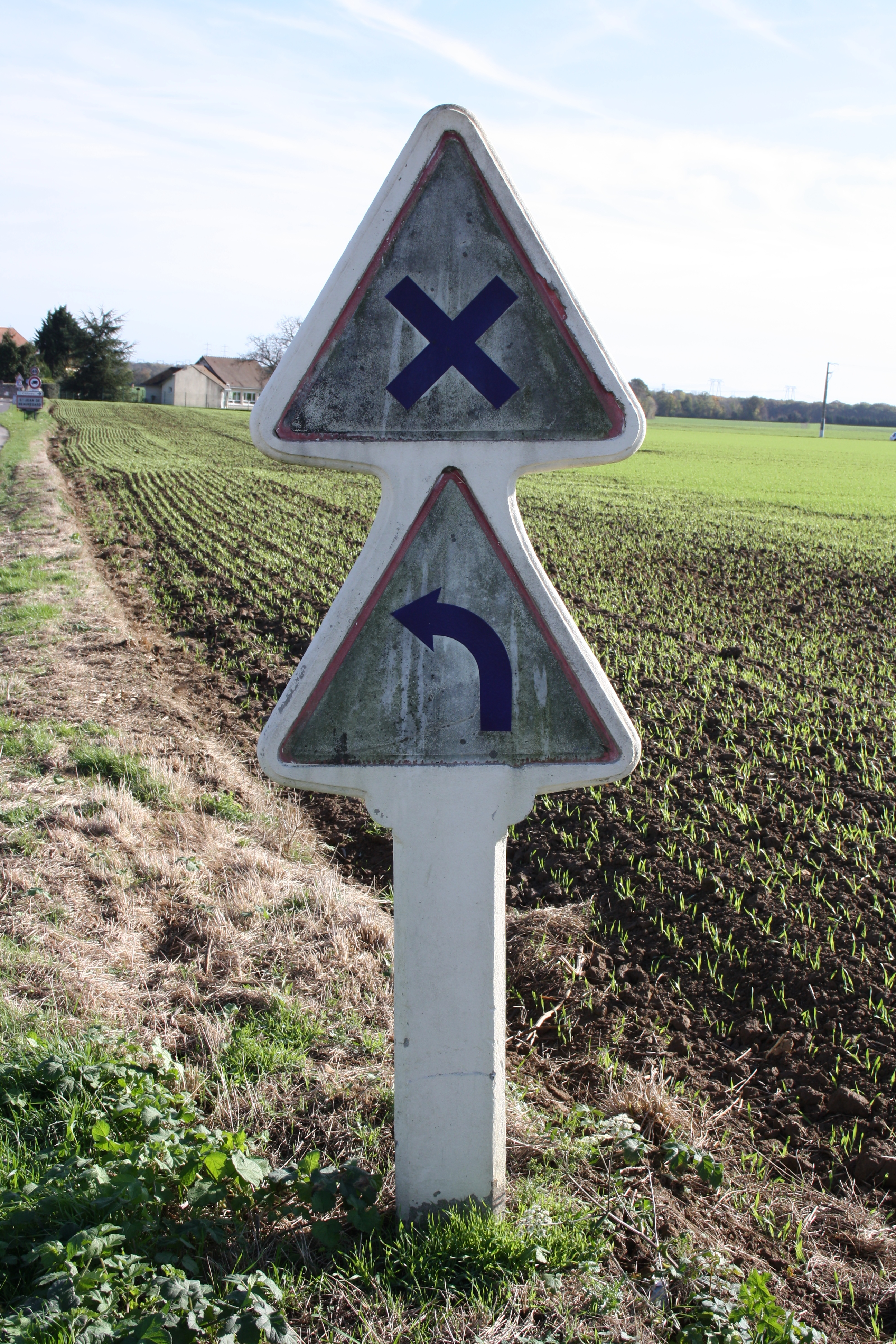
Ancien panneau
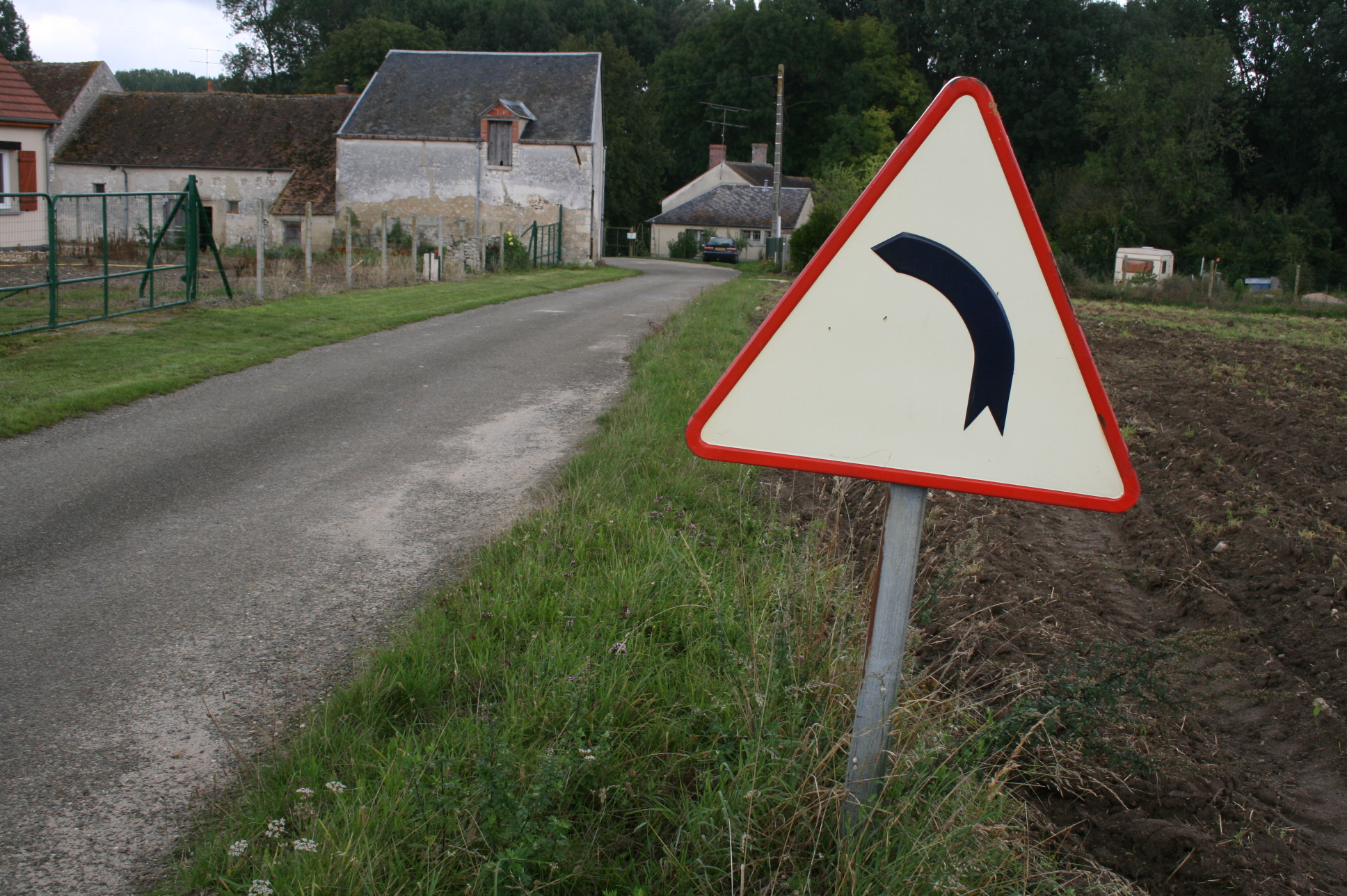
Panneau A1b en acier émaillé datant de 1968.
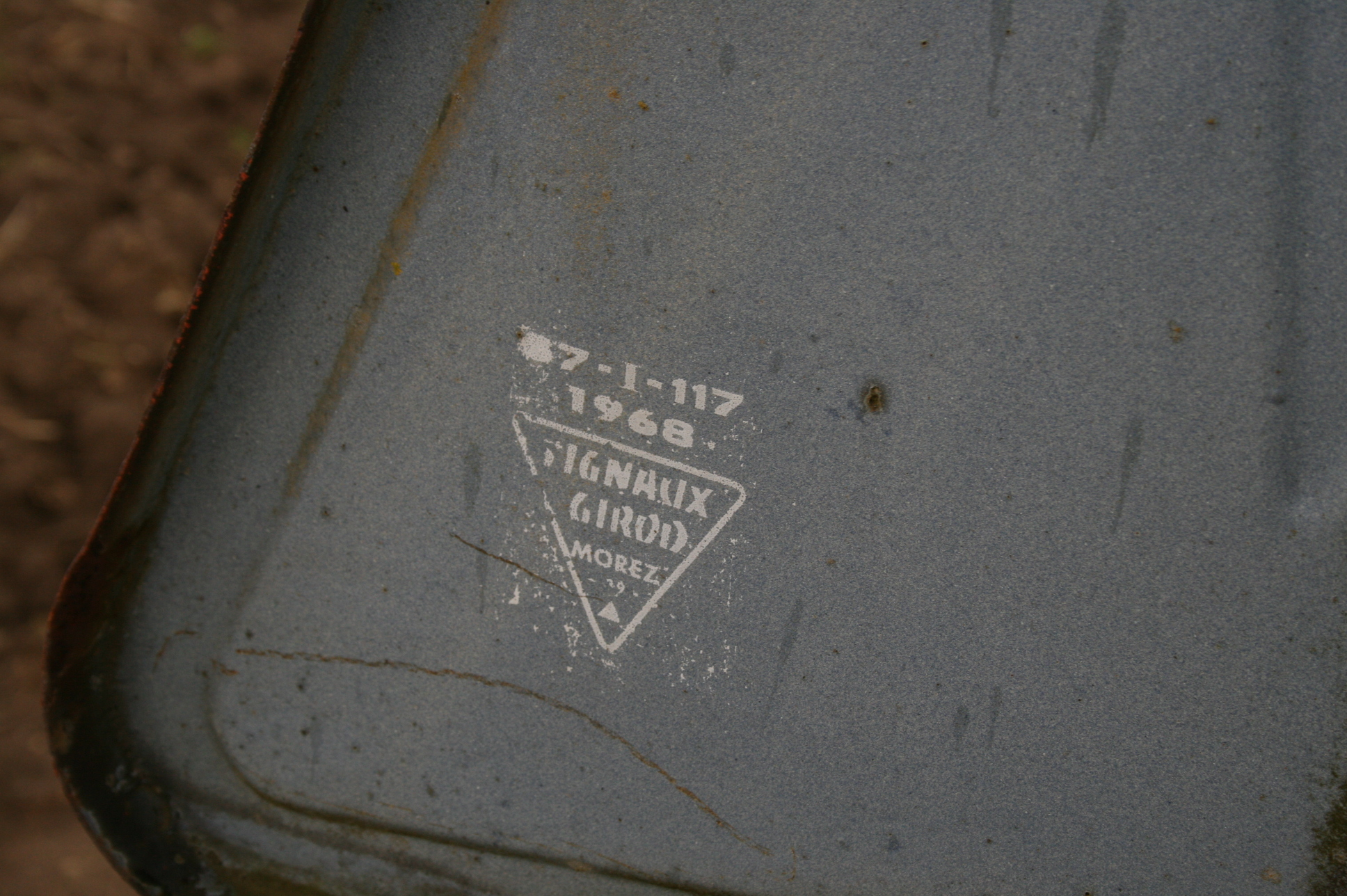
Dos du panneau A1b en acier émaillé datant de 1968 - Fabricant : Signaux Girod.
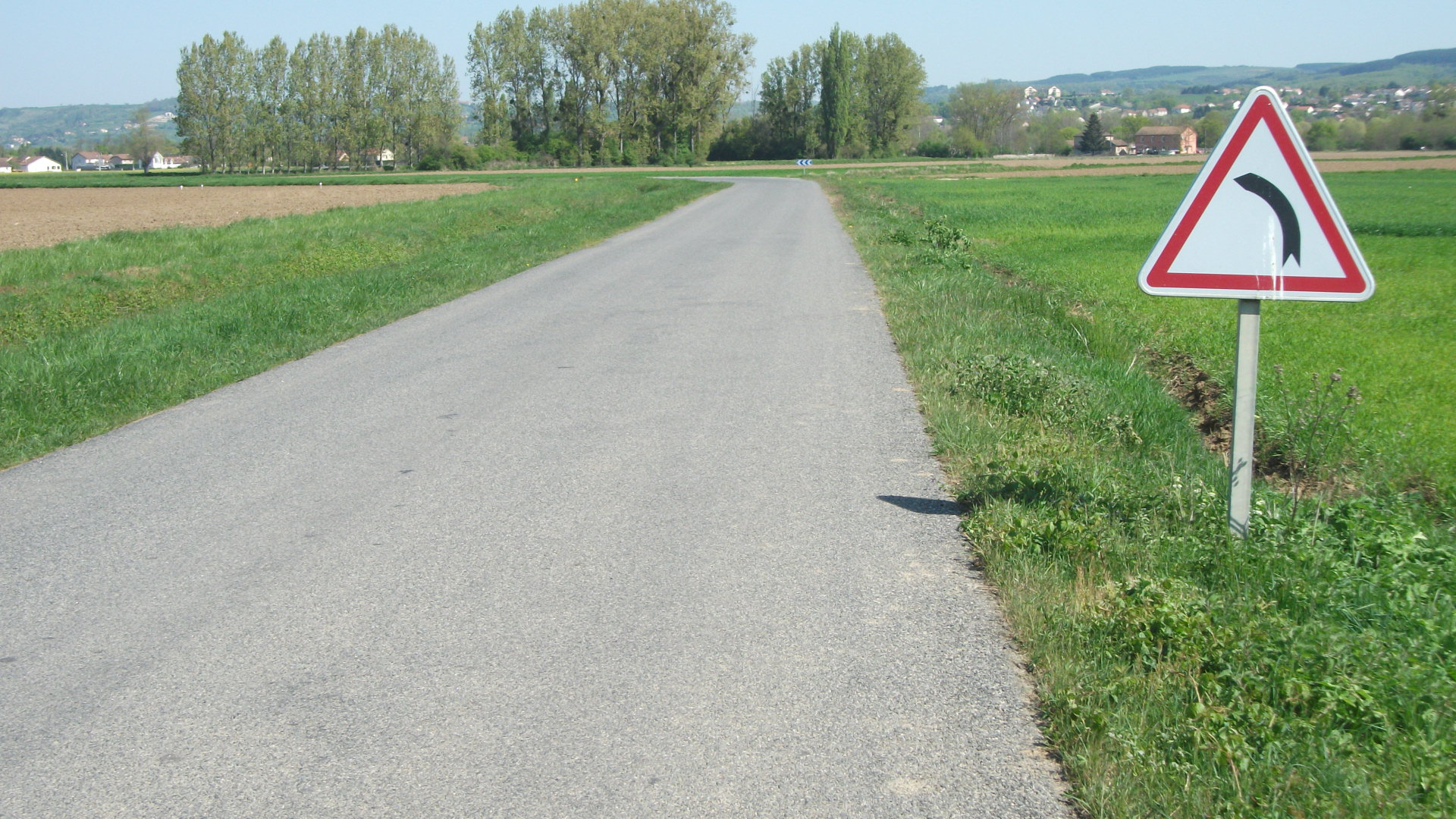
Une route en rase campagne avec le panneau d’annonce de virage à gauche

## Histoire
Bien que les panneaux signalant des virages soient apparus en France avant la Deuxième Guerre mondiale, le sens du virage n’est alors pas différencié. C’est le panneau A2 de l’instruction générale de 1946 signalant la succession de virages qui est utilisé. Sur le plan international le panneau d’annonce de virage dangereux à gauche est normé dans le protocole de Genève signé en 1949. Il a déjà sa forme définitive qui sera reprise en 1948. Il est codifié 1.4.
Côté français, le panneau d’annonce de virage dangereux à gauche n’est officialisé qu’avec la circulaire du 19 janvier 1952. Il est alors codifié A2b (au lieu de A1b) présente le même pictogramme qu’actuellement, mais sur un fond crème et avec un listel rouge très étroit. Il sera codifié A1b dans l’instruction générale sur la signalisation routière de 1955. La forme définitive du panneau A1b est arrêtée sur le plan international par la convention sur la signalisation routière conclue à Vienne le 8 novembre 1968, que la France a ratifiée le 9 décembre 1971.
La codification de la convention de Vienne est la suivante : Aa pour le panneau triangulaire de danger à fond blanc et A1a pour le signal. La France transpose les dispositions de la convention de Vienne dans sa réglementation avec l’arrêté du 6 juin 1977 qui adopte le fond blanc, le large listel rouge mais conserve sa codification A1b.

Évolution des normes.
1.3 - Protocole international de Genève - 1949
A2b - Circulaire du 19 janvier 1952 (France)
A1a - Convention internationale de Vienne - 1968
A1b - Arrêté des 6 et 7 juin 1977 (France) - toujours en vigueur.